# 완도금일고등학교
완도금일고등학교(莞島金日高等學校)는 대한민국 전라남도 완도군 금일읍 화목리에 있는 공립 고등학교이다.

## 학교 연혁
- 1975년 3월 5일 : 금일중학교와 병설 개교
- 1984년 3월 1일 : 금일중학교와 완도금일고등학교 분리
- 2025년 1월 7일 : 제48회 졸업식(12명 졸업, 졸업생수 3,457명)
- 2025년 3월 1일 : 제27대 조진문 교장 부임

## 참고 자료
- 완도금일고등학교 - 한국교육학술정보원 학교알리미